# Màxim comú divisor
El màxim comú divisor (mcd) de dos o més nombres enters és, a excepció del signe, el major divisor possible de tots ells. Si el màxim comú divisor de dos nombres és 1, aleshores aquests nombres es diuen coprimers o primers entre ells. Si no hi ha cap divisor comú, es diu que són primers entre ells.

## Generalitats

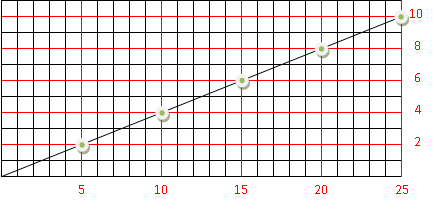
Interpretació geomètrica del màxim comú divisor de 10 i 25,.

- Tot i que podem anar provant nombres naturals un per un fins a trobar el m.c.d., existeix un mètode general per trobar-lo. Consisteix a descompondre tots els nombres en factors primers i només agafem els comuns al menor exponent. Multiplicant aquests factors comuns trobem el màxim comú divisor.[1]

Exemple: per calcular el màxim comú divisor de 6936 i de 1200 s'obté de la seva factorització en factors primers
| {\displaystyle {\begin{array}{r\|l}6936&2\\3468&2\\1734&2\\867&3\\289&17\\17&17\\1&\end{array}}} |
| {\displaystyle 6936=2^{3}\cdot 3\ \cdot 17^{2}\,}                                                |

| {\displaystyle {\begin{array}{r\|l}1200&2\\600&2\\300&2\\150&2\\75&3\\25&5\\5&5\\1&\\\end{array}}} |
| {\displaystyle 1200=2^{4}\cdot 3\cdot 5^{2}\,}                                                     |

El M.C.D són els factors comuns amb el menor nombre, és a dir, podem inferir que el seu m.c.d. és:
{\displaystyle \operatorname {mcd} (6936,1200)=2^{3}\cdot 3=24}
- Si algun dels nombres és enorme, aquest mètode no és operatiu perquè pot ser difícil conèixer-ne els possibles factors. En aquest cas podem fer servir l'algorisme d'Euclides.[3]

- Geomètricament, el màxim comú divisor de a i b és el nombre de punts de coordenades enteres que hi ha en el segment que unix els punts (0, 0) i (a, b), excloent el (0, 0).

## Propietats
Les propietats del m.c.d. són, en certa forma, duals de les del mínim comú múltiple:
- El m.c.d. de diversos nombres és necessàriament més petit o igual que el més petit d'aquests.
- Si un nombre és múltiple d'un altre, el més petit és el m.c.d.
- Si dos nombres són primers entre sí, el seu m.c.d. és 1.
- Els divisors comuns de dos o més nombres són divisors del m.c.d. d'aquests nombres.
- Si dividim dos nombres pel seu m.c.d., els quocients obtinguts són primers entre si.
- El m.c.d. multiplicat pel m.c.m. de dos nombres dona com a resultat el producte dels dos nombres.[5]

{\displaystyle m.c.d.(a,b)*m.c.m.(a,b)=a*b}
- Qualsevol divisor comú a a i b és un divisor de mcd(a,b).
- m.c.d.(a, b) = m.c.d.(|a|, |b|).
- m.c.d.(a, b) = m.c.d.(b, a).
- m.c.d.(a, 0) = m.c.d.(a, a) = a.
- m.c.d.(a, m.c.d.(b, c)) = m.c.d.(m.c.d.(a, b), c), cosa que permet calcular el m.c.d. de tres o més nombres.
- Si r és el residu de la divisió entera de a entre b, aleshores m.c.d.(a, b) = m.c.d.(b, r). Aquest fet és la base de l'algorisme d'Euclides.
- Si a i b no són tots dos zero, el m.c.d.(a, b) és el nombre més petit que es pot escriure en la forma d = ax + by, amb x i y nombres enters convenients. Aquesta expressió s'anomena Identitat de Bézout i els nombres x i y es poden calcular a partir dels resultats parcials de l'algorisme d'Euclides.

## Usos
El m.c.d. s'empra per a simplificar fraccions, per exemple
{\displaystyle {\frac {30}{42}}={\frac {2\cdot 3\cdot 5}{2\cdot 3\cdot 7}}={\frac {5}{7}}}
Així, m.c.d.(30, 42) = 6, de manera que es divideix el numerador i el denominador de la fracció inicial per 6 per a obtenir la fracció simplificada.
{\displaystyle {\frac {30}{42}}={\frac {30/6}{42/6}}={\frac {5}{7}}}

## El m.c.d. als anells principals
Si A és un anell principal i I i J en són ideals, l'ideal I + J és l'ideal màxim comú divisor dels ideals I i J. En el cas de l'anell dels nombres enters, aquesta definició recull la Identitat de Bézout.